# Esztergom International Guitar Festival
Das Esztergom International Guitar Festival (ungarisch Esztergomi Nemzetközi Gitárfesztivál) war das älteste ungarische und eines der bedeutendsten Gitarrenfestivals der Welt, welches in der Stadt Esztergom stattfand.
Ins Leben gerufen wurde das Festival unter der Leitung des Gitarristen László Szendrey-Karper anlässlich der Tausendjahrfeier der Stadt. Erstmals fand es im Jahr 1973 statt und dann alle zwei Jahre. Beim ersten Festival gab es Teilnehmer aus Ungarn, Argentinien, Dänemark, der Tschechoslowakei, Finnland, Griechenland, Jugoslawien, Polen, der BRD, der DDR und Rumänien. Neben solistischen und kammermusikalischen Konzerten wurden Meisterkurse abgehalten. Das Repertoire der Musiker umfasste alle Epochen, von der Musik der Renaissance bis zu zeitgenössischen Werken für die Gitarre. Zudem wurden Kompositionen speziell für Musiker des Festivals geschrieben. Mehrfacher Gast des Festivals war der kubanische Gitarrist und Komponist Leo Brouwer. Er schrieb das Stück Blue Skies and Smile, das er 1979 mit dem Bálint-Bakfark-Gitarrenorchester, welches aus 200 Gitarristen bestand, beim Festival aufführte. Das 18. und zugleich letzte Festival fand 2009 statt. Unter den Teilnehmern waren der schottische Gitarrist Paul Galbraith, Álvaro Pierri aus Uruguay, Irina Kulikowa aus Russland sowie Leo Brouwer als Ehrengast, der in diesem Jahr 70 Jahre alt geworden war.